# 三圣镇
三圣镇，是中华人民共和国重庆市北碚区下辖的一个乡镇级行政单位。

## 行政区划
三圣镇下辖以下地区：
兴圣社区、石坝社区、古佛村、亮石村、德龙村、春柳村、茅庵村、卫东村、德圣村、楼房村、是平村和天宫村。